# 長ぐつをはいたネコと9つの命
『長ぐつをはいたネコと9つの命』（ながぐつをはいたネコと9つのいのち、原題: Puss in Boots: The Last Wish）は、2022年のアメリカ合衆国のコンピュータアニメーション・アドベンチャー・コメディ映画。
ドリームワークス・アニメーションが製作し、ユニバーサル・ピクチャーズが配給する。『シュレックシリーズ』のスピンオフ作品で、『長ぐつをはいたネコ』の続編に当たる。監督はジョエル・クローフォード、共同監督はジャニュエル・メルカド、脚本はポール・フィッシャー。アントニオ・バンデラスとサルマ・ハエックが、それぞれ長ぐつをはいたネコ（プス）とキティ・フワフワーテを続投し、オリヴィア・コールマン、ハーヴィー・ギーエン、サムソン・ケイオ、ヴァグネル・モウラ、アンソニー・メンデス、ジョン・ムレイニー、フローレンス・ピュー、ダヴァイン・ジョイ・ランドルフ、レイ・ウィンストンが新たに声を担当する。
アメリカ合衆国では2022年12月21日に公開され、続いて日本でも2023年3月17日に劇場公開された。

## ストーリー
デル・マーの町では、賞金首だが伝説のヒーローでもある剣士のプスがパーティーで住民たちと共に騒いでいたが、眠っていた巨人を誤って目覚めさせてしまう。プスの活躍により巨人は倒されるが、プス自身は鐘に押し潰されて死ぬ。病院で目を覚ますと、町の医者は、プスに彼が9つの命のうち8つを失ったことを伝える。そして、現在の無茶な生活から退き、猫好きの女性で多くの猫を引き取っているママ・ルナのもとに身を寄せたらどうかと提案した。提案を邪険に扱ったプスは、その夜、バーで黒い頭巾をかぶったウルフから話しかけられる。相手を賞金稼ぎと悟ったプスは自信の表れから返り討ちにしようと戦いを挑むが、まるで歯が立たず、挙句の果てに額を切られて血を流してしまう。流れる血を目にしたプスは、ここでようやく自身の命があと一つであることを理解し、そして、死への恐怖を感じたことで、プライドも命の次に大事な剣も投げ捨ててその場から逃げ出す。
トラウマを負ったプスは、ママ・ルナの家へと向かい、そこで服や長ぐつを埋めて墓を作り自らの引退を宣言する。そして、慣れない飼い猫としての生活に順応すべく奮闘する。ママ・ルナの家での生活は平和だが代わり映えせず、プスは退屈する。プスはママ・ルナの家でワンコと呼ばれる猫に変装した楽天的なチワワに会う。そして、ゴルディロックスと3匹のクマ（ママ・ベア、パパ・ベア、ベイビー・ベア）が、プスを探しにやってくる。彼らはパティシエであり犯罪組織のボス・ビッグ・ジャック・ホーナーから願いを叶える願い星の位置を示す地図を盗む計画を立てており、プスを雇おうと考えていたが、彼の墓を見つけて立ち去る。
プスは、願い星を使って失われた命を取り戻すことにした。ワンコを伴ってホーナーのパン屋に侵入して地図を盗むが、憤慨した元婚約者のキティ・フワフワーテ、ホーナー、ゴルディロックスと3匹のクマ家によって邪魔された。プスは、キティとワンコと共に地図を持って逃げることができたが、逃げている最中にウルフの姿を見つけ、プスは怯える。
願い星の地図は、それを手にした人物によって別々の試練が与えられ、異なった世界が作り出されるという魔法の地図だった。ワンコが地図を手にすると、巨大な花畑が広がる世界が作り出され、プスとキティが苦戦する中、ワンコが花の匂いを嗅ぐと先へ進むための道が示されるのだった。
ホーナー、彼の子分、ゴルディロックスと3匹のクマがプス一行に追いつき戦闘が始まる。地図はゴルディロックスに奪われ、再びウルフを見たことで死の恐怖に囚われたプスは逃げ出す。ワンコがプスのパニック状態を沈静化した後、プスは結婚式の日にキティの元から離れてしまったことに対する後悔を告白した。告白を陰で聞いていたキティは自身も結婚式に出席していないこと、プスが好きなのは伝説のヒーローとしての自分自身であり、それには勝てないと思っていたことを明らかにするのだった。
ゴルディロックスと3匹のクマが、お互いが初めて出会った場であるコテージの出現に気を取られている間、プスとキティは地図を盗み返す。世界が変化し、プスは水晶の洞窟に閉じ込められ、そこで傲慢なかつての自分たちと、自らが死神であることを明かすウルフに遭遇した。死神は、自分の命を大事にしなかったプスを軽んじており、早々に最後の命も奪ってしまおうと考えていた。恐ろしくなったプスは洞窟を飛び出し、キティとワンコの存在を無視して一人で願い星のもとへ向かう。一方、ゴルディロックスは、3匹のクマに、自分の願いが実の家族と再会することだと打ち明ける。3匹のクマはショックを受けつつも、ゴルディロックスの願いならと彼女を助けることに同意した。
プスは願い星に到着し、地図を使って願い事をし始める。その姿を見たキティはプスに裏切られたと感じ失望する。彼女の願いは自分が信頼できるパートナーを見つけることだった。そこへゴルディロックスと3匹のクマ、ホーナーが到着し、地図を巡っての戦いが繰り広げられる。ゴルディロックスは簡単に地図を手に入れたが、ベイビー・ベアを救うために地図を手放し、キティはホーナーを魔法バッグの中に閉じ込めた。
死神が現れ、プスに決闘を挑む。仲間と過ごした時間で命の価値を学んだプスは、命を増やすことをやめ、死神との決闘を受け入れる。プスは死神に「死神に勝つことはできないが、最後の命のために戦うことはやめない」と宣言する。傲慢でなくなったプスを見た死神は、プスを殺す価値がないと判断する。死神とプスはいつかまた会うことを約束し、死神は去っていった。
死神は去ったが、魔法バッグの中でクッキーを食べて巨大化したホーナーがプスらに襲い掛かる。ホーナーは世界の全ての魔法を自分でコントロールしたいという願い事を叶えようとしたが、ワンコの機転でホーナーの注意をそらし、その間にプスらが地図を破壊することで企みは阻止され、ホーナー自身も願い星の崩壊に巻き込まれて消滅した。
ゴルディロックスは3匹のクマに彼らが本当の家族でもう願いは叶っていると言う。そしてゴルディと3匹のクマはホーナーのパン屋を引き継ぐために去っていく。プスは、キティとのロマンスを再燃させる。プスは「古い友人を訪ねる」と言い、キティ、ワンコと共に船を盗んで「遠い遠い国」へ旅立つのだった。

## キャスト
※括弧内は日本語吹替。
- プス / 長ぐつをはいたネコ（英語版） - アントニオ・バンデラス（山本耕史[注 1][8]）

本作の主人公。サン・リカルドの英雄にして賞金首の剣士。
9つの内の8つの魂を失い、彼の前に現れたウルフの圧倒的な力に敗北し、失意のうちに隠居生活をしていたところを、「願い星」の噂を聞きつけ魂を取り戻す旅に出る。
- キティ・フワフワーテ - サルマ・ハエック（土屋アンナ[注 2][8]）

プスの元婚約者だったが、結婚式当日にプスが来なかったため裏切られたと誤解し、信頼できるパートナーを見つけるために「願い星」を探し求めるブチネコ。
- ワンコ - ハーヴィー・ギレン（英語版）[10]（小関裕太[8]）

人懐っこくて天真爛漫なノラ犬で、セラピードックになることを夢見ている。幼い頃に兄弟や飼い主から虐待を受けた挙げ句捨てられた悲しい過去を持つが、持ち前のポジティブな性格もありその悲惨さに気付いていない。
その後は猫に扮装してママ・ルーナの飼い猫に紛れ込み、餌にありつく暮らしをしていたが、プスと出会い「願い星」を探す彼の冒険の旅に同行する。
- ゴルディロックス/ゴルディ - フローレンス・ピュー[11]（中川翔子[8]）

犯罪一家「3びきのくま」のリーダー。
自身の仲間である3匹の熊たちを家族として大切に思っている。彼女もまた自身のとある願いを叶えるため「願い星」への到達をもくろむ。
- ママ・ベア - オリヴィア・コールマン[10]（魏涼子）

ゴルディの養母熊。
- パパ・ベア - レイ・ウィンストン[10]（楠見尚己）

ゴルディの養父熊。
- ベイビー・ベア - サムソン・ケイオ（英語版）[10]（木村昴[8]）

パパ・ベアとママ・ベアの息子で、ゴルディの義弟。
- ビッグ・ジャック・ホーナー（英語版） - ジョン・ムレイニー（英語版）[11] (成河[13])

本作の悪役。表向きは両親から受け継いだパイ工場を営んでいる厳格な性格のオーナーだが、その本性は世界征服するために、全ての魔法を独占しようと「願い星」への到達を目論む悪党。
本来の性格も極悪非道であり部下たちの命すら何とも思っていない。
様々な魔法道具を集めており、何でも入る魔法のバッグに魔法道具を詰めて、プスたちを追ってくる。
- ウルフ - ヴァグネル・モウラ[11]（津田健次郎[8]）

本作のもう一人の悪役。プスの前に突如現れた賞金稼ぎで赤い眼をした大柄な狼。合体させれば両刃のグレイブにもなる2本の鎌を得物とする。口笛を吹きながら、8つの命を失ったプスの最後の命を奪うために彼を執拗につけ狙う。死神の如く恐ろしい風格を持つ。

- ママ・ルーナ - ダヴァイン・ジョイ・ランドルフ（渡辺明乃）

猫好きの老婆。実家で多頭飼いをしているため保健所から注意を受けている。一度は引退したプスのことを一時期引き取っていた。
- 医者 - アンソニー・メンデス（乃村健次）

とあるアクシデントで死亡したプスを助け治療した医者。8つの命を失ったことをプスに告げ剣士を引退するように忠告する。
- エシカル・バグ - ケヴィン・マッキャン

ジャックの魔法グッズコレクションの一つであるコオロギ。ジャックは当初彼のことを「悪魔のイナゴ」と思っていたが、実際は善良な性格で自らジャックの良心としていたが、彼の極悪非道な所業に頭を抱えることになる。
元ネタは「ピノキオ」に登場したおしゃべりコオロギ。
- デルマー総督 - バーナード・デ・ポーラ（塾一久）
- ジョーとジャン・サーペント - ベッツィ・ソダロ（英語版）とアルテミス・ペブダニ（英語版）
- クッキーマン - コンラッド・ヴァーノン（越後屋コースケ[注 3]）
- ピノキオ - コディ・キャメロン（英語版）（越後屋コースケ[注 4]）

この他にも、シュレック、ドンキー、イメルダが短い回想シーンで登場する。

その他日本語吹替：瑚海みどり、田村聖子、松川裕輝、虎島貴明、伊原正明、大平あひる、木村涼香、阿部彬名

## 製作

### 企画
2012年11月、製作総指揮のギレルモ・デル・トロは、続編の草稿はすでにいくつかできており、監督のクリス・ミラーは、プスを異国の地への冒険に連れて行きたいと考えていると語った。2014年4月、プスの声を担当したアントニオ・バンデラスは、「続編の制作は始まったばかりだ」と発言した。2014年6月12日、『Puss in Boots 2: Nine Lives & 40 Thieves』というタイトルで、2018年11月2日に公開が予定されていた。2014年8月、公開日を2018年12月21日へと1ヵ月ずらした。2015年1月、企業再編とドリームワークス・アニメーションの年2作公開という新方針に伴い、『長靴をはいた猫2』が公開スケジュールから外れた。2015年3月、バンデラスはインタビューで、脚本は再構築中であり、シュレックが登場する可能性があると発言した。
2018年11月までに、クリス・メレダンドリは『シュレック5』と本作の両方のエグゼクティブ・プロデューサーとして参加することになった。2019年2月26日、続編の製作が続いていることが確認され、ボブ・ペルシケッティが監督を務めることが決定した。2020年8月19日、ドリームワークスは続編の新タイトルとして『Puss in Boots: The Last Wish』を商標登録し、12月に認可された。2021年3月、ペルシケッティに代わって、『クルードさんちのあたらしい冒険』（2020年）を監督したジョエル・クローフォードが監督となり、同作の共同監督ジャニュエル・メルカド、プロデューサーのマーク・スウィフト、脚本家のポール・フィッシャーが復帰した。2022年3月にキャストが発表された。

### 脚本
クロフォードは、前作までの大人のユーモアを残しつつも、プスの死生観や死への恐怖を主軸に据え、プスが前世にいるというコンセプトから、いかに人生を楽しむかというストーリーにしたいと考えた。スウィフトは、このプロジェクトの製作に入った段階で『シュレック』シリーズが20年以上前の作品であるため、前作よりもダークなテーマを探求することができると考えていた。彼はグリム童話からインスピレーションを受け、「暗い場所に連れて行き、光のありがたさを教えてくれる訓話」であることを知った。グリム童話でウルフは「恐怖の擬人化」として描かれていたことも、「死」をウルフとして描いたことに影響している。また、マカロニ・ウェスタンなどの映画も、異なる色調のバランスをうまくとっており、影響を受けている。本作のプロットに特に影響を与えたものとして、『続・夕陽のガンマン』が挙げられている。
クロフォードは、本作のコメディは『シュレック』（2001年）のような「エッジの効いた」ものにしたいと語り、過去の作品で観客に愛されたものを尊重しつつも、お馴染みの分野をやり直すのではなく、フランチャイズで何か違うことをやりたいと考えている。また、ストーリーを犠牲にするわけではないが、フランチャイズのキャラクターをもっと登場させたいという思いもあった。また「『長ぐつをはいたネコ』の片足はシュレック童話の世界に浸かっているが、もう片足はマカロニ・ウェスタンの世界に浸かっている」と感じており、両方のバランスをとることが映画のある決断に影響を与えたという。
オープニングでは、単にキャラクターを一般観客に再紹介するだけでなく、脚本家がミック・ジャガーからインスピレーションを得て、彼をセレブリティとして確立することで「キャラクターの現在地を世界に紹介したい」と考えた。クロフォードは、ワンコを「人生よりも大きな存在」として作品をスタートさせ、やがて自分の弱さを受け入れていくようにしたかった。スウィフトは、本作について、プスが「人々が私の中で評価するすべてのものなしに、私は誰であるかを考えなければならない」と説明している。パニック発作のシーンは、プスの弱さを言葉で表現することが「無神経」であるのに対し、パニック発作は「恐れ知らずのヒーローであるという面目を失わせる」キャラクターとして「自然なポイント」だと考えたことから、この案が生まれた。このシーンでは、クロフォードとストーリーボードアーティストのテイラー・ミーチャムが個人的な経験をもとに描いた。

### アニメーションとデザイン
ドリームワークスの前作『バッドガイズ』（2022年）同様、本作のデザインはソニー・ピクチャーズ アニメーションの『スパイダーマン:スパイダーバース』（2018年）からインスピレーションを得て、より絵本の挿絵のような作品に仕上げた。2019年2月、『スパイダーマン:スパイダーバース』の監督ボブ・パーシケッティが本作を監督することが決まっていたが、2021年3月にクロフォードに交代することになった。ドリームワークスのチームは新たなテクノロジーを駆使し、『シュレック』（2001年）とは異なるおとぎ話のような世界を表現するために、絵画的なデザインに力を入れた。

### 音楽
前作のヘンリー・ジャックマンに代わり、ヘイター・ペレイラが作曲を担当した。さらに、カロルG、ダニエル・オビエド、ハイター・ペレイラ、ポール・フィッシャー、ダン・ナヴァロ、ギャビー・モレノがオリジナル曲を3曲製作した。カロルGは、自身とダニエル・オビエドの共作で2022年12月8日にリリースされた「La Vida es Una」を、ハイター・ペレイラはアントニオ・バンデラスが歌い、ダン・ナバーロとポール・フィッシャーが共作した「Fearless Hero」、ギャビー・モレノと共作・出演した「Por Que Te Vas」の2曲を製作した。ダン・ナヴァロによるドアーズの「This Is the End」のカバーに加え、サウンドトラックが2022年12月16日にバック・ロット・ミュージックから発売された。また『シュレック2』より、ハリー・グレッグソン＝ウィリアムズの「Obliged to Help」と「The End / Happily Ever After」が使われている。

## 封切り
本作は、2022年12月13日にニューヨークのリンカーン・センターで初公開され、同年12月21日に劇場公開された。当初は2018年11月2日、その後同年12月21日に公開予定だったが、企業再編とドリームワークス・アニメーションの年2作公開という新方針により、2015年1月に公開予定から外された。プロジェクト復活に伴い、2021年3月に2022年9月23日公開とされたが、2022年4月にイルミネーションの『ザ・スーパーマリオブラザーズ・ムービー』の公開を引き継ぎ、現在の12月21日に公開日が変更された。2022年11月26日、一部の映画館で1日限りの一般上映が行われた。
2022年6月14日に開催されたアヌシー国際アニメーション映画祭で、本作の冒頭30分間が上映された。批評家たちは、前作と比較すると映画のトーンが暗いことを指摘し、ジョエル・クロフォード監督もそれに同意し、プスの「死への恐怖が本作を動かすエンジン」であると言及した。
また、本作ではドリームワークス・アニメーションの新しいアニメーションロゴのオープニングが初公開された。その中で『バッドガイズ』『ヒックとドラゴン』『カンフー・パンダ』『ボス・ベイビー』『トロールズ』『シュレック』のキャラクターが紹介され、ジョン・パウエルが作曲した2019年のファンファーレにハリー・グレッグソン＝ウィリアムズが作曲した2010年のリマスター版を混ぜ、プロデューサーには『スノーベイビー』のスザンヌ・ビュアジー、デザイナーには『トロールズ』のケンドール・クロンカイトを迎えた。
Netflixとの18ヶ月の契約の一環として、本作は有料放送の最初の4ヶ月間はPeacockで配信され、次の10ヶ月間はNetflixに移行し、残りの4ヶ月間はPeacockに戻る予定となっている。

## 作品の評価

### 興行成績
2023年2月2日現在、アメリカとカナダで1億4,330万ドル、その他の地域で1億9,920万ドル、全世界で3億4,250万ドルを記録している。
アメリカとカナダでは、公開週末4日間の売上は、4,000館で2,500万ドルから3,000万ドルと予測されている。また、初日320万ドル、2日目290万ドルを売り上げたが、ハリウッド・リポーターは、2022年12月に発生した北米の冬の嵐と新型コロナウイルス感染症とインフルエンザ患者の3倍もの急増の脅威が、その後の興行に影響を与える可能性があると指摘している。その後、オープニング週末に1,240万ドル（6日間の推定総額は2,620万ドル）を記録し、『アバター:ウェイ・オブ・ウォーター』に次ぐ2位となった。予想を下回るオープニングだったものの、ユニバーサルの国内配給担当社長ジム・オアと興行アナリストは、口コミと学校が休みに入ったことにより、今後数週間で挽回できると考えている。2週目の週末には、デビュー週末から35％成長し、1,680万 ドルの興行収入を達成した。3週目の週末は、19％減の1,350万ドルで、公開後初のホリデーシーズンでない週末となった。第4週末には1,450万ドル、キング牧師記念日（金～月）の4日間で1,890万ドルを売り上げ、同時にアメリカとカナダの興行収入で1億ドルの大台を突破した。

### 映画批評家によるレビュー
レビュー収集サイトであるRotten Tomatoesでは、160人の批評家のレビューのうち95％が肯定的で、平均評価は7.5/10となった。「前作から10年以上の時を経て登場した、スマートでスイートでファニーな本作は、年を重ねるごとに良くなるフランチャイズがあることを証明している」と、同サイトの総意として述べられている。加重平均を採用しているMetacriticでは、24人の批評家による評価で100点満点中73点となり、「概ね好評」であることが示された。CinemaScoreの観客投票では、A+からFの評価で平均「A」、PostTrakの報告では、89%の観客が本作に好意的な評価を与えている。
IGNのラファエル・モタマヨールは10点満点中9点の評価を与え、「本作は、素晴らしいアニメーションと痛快で驚くほど大人びたストーリーをミックスし、我々が必要としなかった『LOGAN/ローガン』の『シュレック』シリーズの答えを提供している」と書いている。RogerEbert.comのクリスティ・ルミエールは、「本作は快調なスタートの後、中盤で少したるみ、ごく普通のクエストであることが明らかになる」と書いている。しかし、「無私の精神とチームワークのメッセージを、重苦しくなく、不愉快にならない方法で伝えることができた」と、声の演技や映像とともに評価している。Colliderのネイト・リチャーズは本作にA-をつけ、「本作には手抜きが感じられず、長い待ち時間を正当化する以上の出来栄えだ。今年最高のアニメーション映画の一つであるだけでなく、ドリームワークスの最高傑作の一つであり、あらゆる年齢層の映画ファンの心を打つものである。エキサイティングで陽気な部分と真面目な部分が同居しており、誰かを見下しているようには決して感じられない。『バッドガイズ』と本作で、ドリームワークスは復活し、これまで以上に良くなったと言ってよいだろう」と評価した。
『バラエティ』のピーター・デブルージュは、本作を「ドリームワークス・アニメーションの『ヒックとドラゴン』3部作以来の最高傑作」と好意的に評価している。ラウド＆クリアのマクサンス・ヴィンセントは、本作に5つ星のうち4つの評価を与え、「本作は、『シュレック』シリーズがまだ死んでいないかもしれないという希望を私に与えてくれる作品だ。私が今年一年を通してアニメ映画で見た中で最もスリリングなアクションセットで幕を開ける（そしておそらく、年末までにもうアニメ映画を見ることはないため、最もスリリングなものになるだろう）。主人公（アントニオ・バンデラス）が巨人と戦いながら「Who is our favorite fearless hero?」と歌い、ハイター・ペレイラが完璧な音楽を担当した。私は本作の中に閉じ込められ、もう後戻りはできない」と評価した。IndieWireのエマ・ステファンスキーも、本作が「若い観客の期待を試すことに何のためらいもなく、すでにある9つの命に感謝する自由奔放な物語を提供している」ことを評価した。ハリウッド・リポーターのフランク・シェックは、賛否両論の評価を下し、「暗いトーンでありながら非常に面白い本作は、他の多くのアニメーション作品と同様に、子供の短い注意力のために作られたと思われる熱狂的なアクションシーンに頼ると失敗してしまう」と評価した。TheWrapのウィリアム・ビビアーニも賛否両論で、「コミカルな場面もあり、アクションもポップだが、圧倒的な感覚は死の不可避性についての瞑想だ」とまとめている。

### 受賞歴
| 賞                                                 | 受賞日         | 部門                                 | 受賞者 | 結果       | 脚注          |
| -------------------------------------------------- | -------------- | ------------------------------------ | --- | ---------- | ------------- |
| ハリウッド・ミュージック・イン・メディア・アワード | 2022年11月16日 | アニメ映画部門オリジナル作曲賞       | ヘイター・ペレイラ | ノミネート | [ 66 ]        |
| EDA賞                                              | 2023年1月5日   | アニメーション作品賞                 | 長ぐつをはいたネコと9つの命 | ノミネート | [ 67 ] [ 68 ] |
| EDA賞                                              | 2023年1月5日   | 女性アニメーション賞                 | サルマ・ハエック | ノミネート | [ 67 ] [ 68 ] |
| サンディエゴ映画批評家協会賞                       | 2023年1月6日   | アニメ映画賞                         | 長ぐつをはいたネコと9つの命 | ノミネート | [ 69 ] [ 70 ] |
| サンフランシスコ・ベイエリア映画批評家協会賞       | 2023年1月9日   | アニメ映画賞                         | 長ぐつをはいたネコと9つの命 | ノミネート | [ 71 ] [ 72 ] |
| ゴールデングローブ賞                               | 2023年1月10日  | アニメ映画賞                         | 長ぐつをはいたネコと9つの命 | ノミネート | [ 73 ]        |
| ジョージア映画批評家協会賞                         | 2023年1月13日  | アニメ映画賞                         | 長ぐつをはいたネコと9つの命 | ノミネート | [ 74 ] [ 75 ] |
| クリティクス・チョイス・アワード                   | 2023年1月15日  | アニメ映画賞                         | 長ぐつをはいたネコと9つの命 | ノミネート | [ 76 ]        |
| シアトル映画批評家協会賞                           | 2023年1月17日  | アニメ映画賞                         | 長ぐつをはいたネコと9つの命 | ノミネート | [ 77 ] [ 78 ] |
| オンライン映画批評家協会賞                         | 2023年1月23日  | アニメ映画賞                         | 長ぐつをはいたネコと9つの命 | ノミネート | [ 79 ]        |
| 視覚効果協会賞                                     | 2023年2月15日  | アニメ映画部門シミュレーション効果賞 | デレク・チャン、マイケル・ロジャー、キエム・チン・オン、ジンガン・フアング                                                      | 受賞       | [ 80 ]        |
| 美術監督組合賞                                     | 2023年2月18日  | アニメ映画部門美術賞                 | ネイト・ウラッグ | ノミネート | [ 81 ]        |
| ヒューストン映画批評家協会賞                       | 2023年2月18日  | アニメ映画賞                         | 長ぐつをはいたネコと9つの命 | ノミネート | [ 82 ]        |
| 英国アカデミー賞                                   | 2023年2月19日  | アニメ映画賞                         | ジョエル・クローフォード、マーク・スウィフト                                                                                    | ノミネート | [ 83 ]        |
| ドリアン賞                                         | 2023年2月23日  | アニメ映画賞                         | 長ぐつをはいたネコと9つの命 | ノミネート | [ 84 ]        |
| ハリウッド批評家協会                               | 2023年2月24日  | ボイス/モーションキャプチャ演技賞    | アントニオ・バンデラス | ノミネート | [ 85 ]        |
| ハリウッド批評家協会                               | 2023年2月24日  | アニメ映画賞                         | 長ぐつをはいたネコと9つの命 | ノミネート | [ 85 ]        |
| アニー賞                                           | 2023年2月25日  | 長編作品賞                           | 長ぐつをはいたネコと9つの命 | ノミネート | [ 86 ]        |
| アニー賞                                           | 2023年2月25日  | 長編作品キャラクター・デザイン賞     | ヘスス・アロンソ・イグレシアス                                                                                                  | ノミネート | [ 86 ]        |
| アニー賞                                           | 2023年2月25日  | 長編作品編集賞                       | ジェームズ・ライアン、ジャクリン・カランベラス、ナタラ・クローネンボルド、ジョー・バトラー、ケイティ・パロディ                  | 受賞       | [ 86 ]        |
| アニー賞                                           | 2023年2月25日  | 長編作品編集賞                       | ネイト・ウラッグ、ジョセフ・ファインシルバー、クレア・キーン、ウェイン・ツァイ、ナヴィーン・セルバナサン                        | ノミネート | [ 86 ]        |
| アニー賞                                           | 2023年2月25日  | 長編作品絵コンテ賞                   | アンソニー・ホールデン | 受賞       | [ 86 ]        |
| アニー賞                                           | 2023年2月25日  | 長編作品声優賞                       | ヴァグネル・モウラ | ノミネート | [ 86 ]        |
| 全米製作者組合賞                                   | 2023年2月25日  | アニメ映画賞                         | 長ぐつをはいたネコと9つの命 | ノミネート | [ 87 ]        |
| NAACPイメージ・アワード                            | 2023年2月25日  | アニメ映画賞                         | 長ぐつをはいたネコと9つの命 | ノミネート | [ 88 ]        |
| ゴールデン・リール賞                               | 2023年2月26日  | アニメ映画音響編集賞                 | ジェイソン・W・ジェニングス、ジュリアン・スレイター、ティム・ウォルストン、ケン・マッギル、ミア・スチュワート、ポール・ピローラ | ノミネート | [ 89 ]        |
| ムービーガイド賞                                   | 2023年2月26日  | ファミリー映画賞                     | 長ぐつをはいたネコと9つの命 | 受賞       | [ 90 ]        |
| 映画音響協会賞                                     | 2023年3月4日   | アニメ映画音響賞                     | ケン・ゴンボス、ジュリアン・スレーター、グレッグ・P・ラッセル、アラン・メイヤーソン、ライアン・スクワイアーズ                   | ノミネート | [ 91 ]        |
| キッズ・チョイス・アワード                         | 2023年3月4日   | 女性声賞賞                           | サルマ・ハエック | ノミネート | [ 92 ]        |
| エディー賞                                         | 2023年3月5日   | 長編アニメ編集賞                     | ジェームズ・ライアン | ノミネート | [ 93 ]        |
| アルティオス賞                                     | 2023年3月9日   | アニメ賞                             | クリスティ・ソーパー・ヒルト | ノミネート | [ 94 ]        |
| アカデミー賞                                       | 2023年3月12日  | 長編アニメ映画賞                     | ジョエル・クローフォード、マーク・スウィフト                                                                                    | ノミネート | [ 95 ]        |